# Nehoiu
Nehoiu là một thị xã thuộc hạt Buzău, România. Dân số thời điểm năm 2002 là 11643 người.